# Albrecht Ege
Albrecht Jakob Friedrich Ege (* 31. Januar 1878 in Frankfurt am Main; † 23. Januar 1943 in der Strafanstalt Preungesheim) war ein deutscher Zimmermann, Gewerkschafter und Politiker (SPD). Er war Abgeordneter des Landtages des Volksstaates Hessen und ein Opfer der NS-Kriegsjustiz.

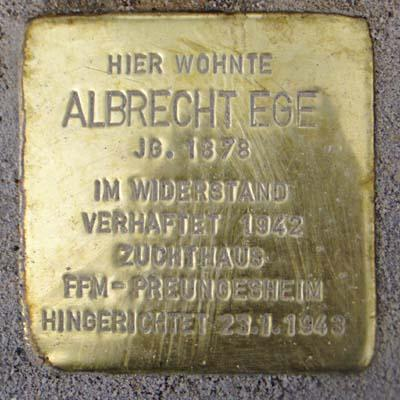
Stolperstein für Albrecht Ege.

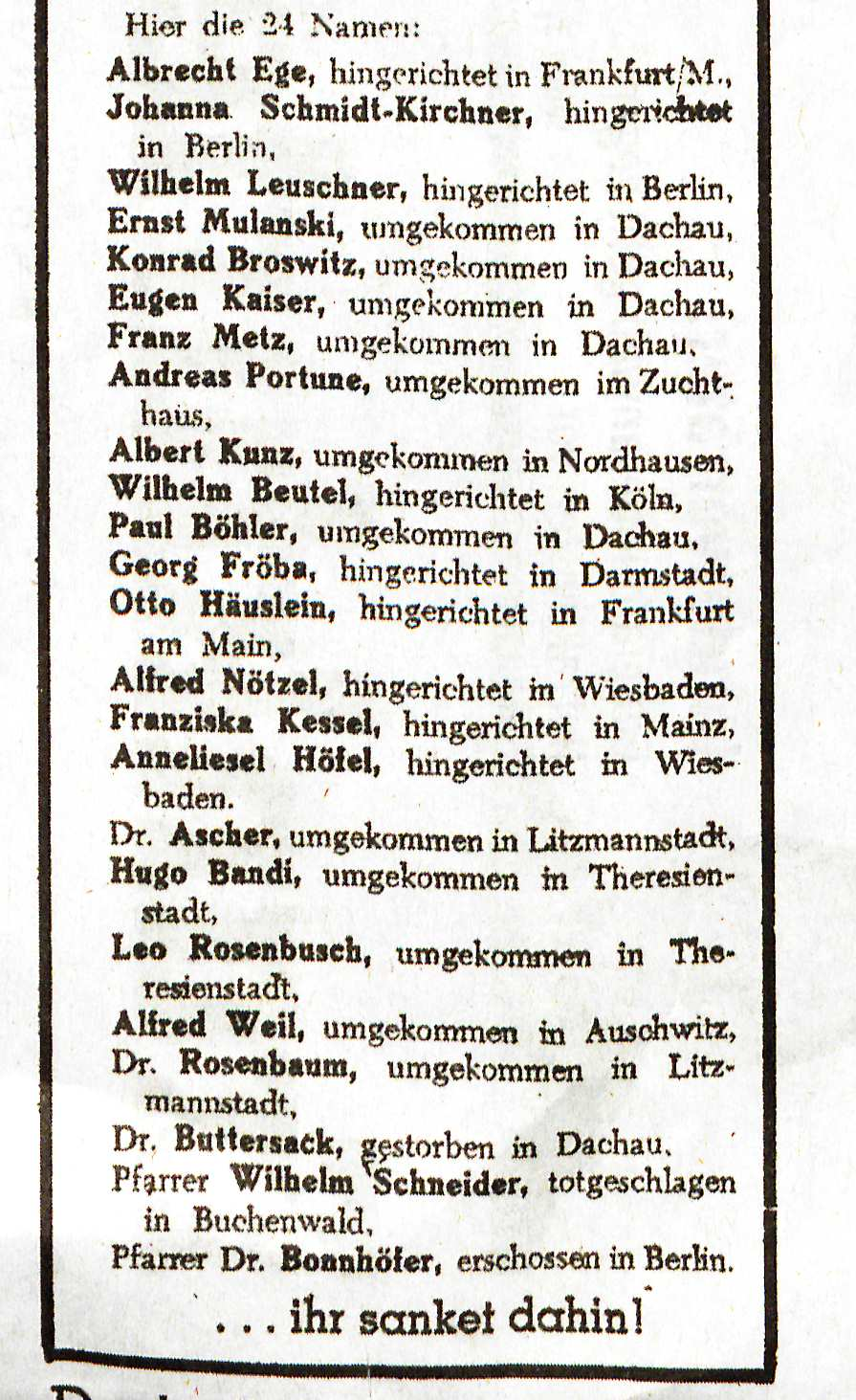
Gedenkveranstaltung in Frankfurt
Zeitungsausschnitt, FR 1. August 1945

## Leben und Wirken
Ege erlernte das Zimmermannshandwerk. 1904 trat er in die Sozialdemokratische Partei Deutschlands (SPD) ein. 1905 wurde er Gewerkschaftssekretär.
Von 1913 bis 1921 bekleidete Ege den Posten eines Gauvorsitzenden des Zimmererverbandes. In den 1920er Jahren begann Ege sich dann in der Bauhüttenbewegung, dem Verband sozialer Baubetriebe (VsB), zu betätigen. 1921 wurde er Leiter der Sektion des VsB in Hessen-Nassau. In seinen unterschiedlichen Stellungen als Interessenvertreter der Arbeitskräfte im Bauhandwerk setzte er sich insbesondere für Lohnerhöhungen und Arbeitszeitverkürzungen ein.
1924 übernahm er den Posten des Geschäftsführers der Baugesellschaft „Gemeinnützigen Wohnungsbau AG“ (GEWOBAG) in Frankfurt und wurde Stadtverordneter der Stadt Frankfurt am Main. In dieser Eigenschaft sowie in seiner zusätzlich Funktion als Mitglied des Aufsichtsrates der Aktienbaugesellschaft für kleine Wohnungen (ABG) unterstützte er die Aktivitäten des Architekten und Stadtplaners Ernst May, der in den Jahren 1925 bis 1930 im Frankfurter Raum weitreichende Siedlungskonzepte verwirklichte, wobei dem im großen Maßstab erfolgenden Wohnungsneubau insbesondere soziale Bestrebungen zur Verbesserung der Lebensverhältnisse der sozial schwachen Gesellschaftsschichten zu Grunde lagen. Aus diesem Grund ist Ege vielfach als Vorkämpfer des sozialen Wohnungsbaus in der Zeit der Weimarer Republik bezeichnet worden. Die IG Bau betrachtet ihn heute als einen ihrer Urväter.
Noch einige Wochen nach dem Machtantritt der Nationalsozialisten im Frühjahr 1933 zog Ege für die SPD in den Hessischen Landtag ein, der freilich bereits wenige Wochen später im Zuge der Gleichschaltung des politischen Lebens in Deutschland im Zuge der Konsolidierung der NS-Diktatur zwangsweise aufgelöst wurde.
Am 26. Juni 1933 wurde Ege für eine Woche verhaftet und in das wilde Konzentrationslager der Frankfurter SA in der Perlenfabrik verschleppt. Dort wurde er schwer misshandelt. Zur selben Zeit wurde er als Geschäftsführer des VsB entlassen.
Unter dem Vorwurf, sich an illegalen Versuchen, als Mitglied des Kreises um Paul Apel die 1933 verbotene SPD im Untergrund wiederaufzubauen, beteiligt zu haben, wurde Ege 1935 erneut verhaftet und am 1. April 1936 vom Oberlandesgericht Kassel wegen Vorbereitung zum Hochverrat zu einem Jahr und zwei Monaten Gefängnis verurteilt. Nach Verbüßung seiner Haft im Strafgefängnis Preungesheim und in Frankfurt-Höchst kam am 4. Januar 1937 wieder auf freien Fuß.
Aufgrund des Abhörens ausländischer Radiosender und der Weiterverbreitung ihrer – die Kriegslage in einer für die deutsche Staatsführung misslichen Weise schildernden – Meldungen wurde Ege am 22. Juni 1942 zusammen mit einigen Gesinnungsfreunden in der Frankfurter Gastwirtschaft Bender-Schuch abermals verhaftet. Im November 1942 wurde er vor dem Oberlandesgericht in Kassel wegen des Vorwurfs, Vorbereitung zum Hochverrat, Wehrkraftzersetzung und Vergehen gegen die Verordnung über außerordentliche Rundfunkmaßnahmen vom 1. September 1939 begangen zu haben, angeklagt. Im Urteil vom 18. November 1942 wurde er für schuldig befunden und zum Tode verurteilt. Die Hinrichtung wurde im Januar 1943 im Gefängnis Preungesheim vollstreckt. Die Leiche wurde dem Anatomischen Institut der Universität Gießen überlassen.
In Frankfurt am Main erinnern heute die nach Ege benannte Egestraße sowie ein kleines Denkmal neben dem Grab von Eges Ehefrau Anni auf dem Frankfurter Friedhof Westhausen (eine kniende Figur mit auf den Rücken gebundenen Händen, Aufschrift „Die Frankfurter Arbeiterbewegung gedenkt seiner“), die 2012 restauriert wurde. Seit 2014 findet sich zudem ein Stolperstein vor Eges letztem Wohnhaus Am Treutengraben 3 in Frankfurt.